# Stadt und Land
Stadt und Land (Città e campagna) op. 322, è una polka mazurka di Johann Strauss (figlio).
Johann Strauss si recò una sola volta in Inghilterra per proporre le proprie opere e in quel periodo soggiornò in un sobborgo poco distante dalla capitale, Londra.
Il contrasto tra le zone rurali e la vita cittadina ispirarono a Johann la polka-mazurka Stadt und Land che scrisse per un concerto che si svolse il 12 gennaio 1868 nella Blumen-Sale (Sala dei fiori) dei Wiener Gartenbaugesellschaft (Società degli orticoltori di Vienna) sulla Ringstrasse.
A causa di una malattia, Johann rinviò il concerto di una settimana fino al 19 gennaio, quando il nuovo lavoro, Stadt und Land, fu accolto da un entusiasta benvenuto da parte di coloro che assistettero al concerto.
Il pezzo ebbe popolarità anche con il pubblico di Pavlovsk l'anno successivo, quando Johann lo eseguì presso il padiglione Vauxhall in data 15 maggio 1869, e fu pubblicato dall'editore russo di Strauss con il titolo di Vilanella (Ragazza di campagna) Polka-Mazurka.